# 대한민국 형법 제166조
대한민국 형법 제166조는 일반건조물 등에의 방화에 대한 형법각칙의 조문이다.

## 조문
166조(일반건조물 등에의 방화) ① 불을 놓아 전 2조에 기재한 이외의 건조물, 기차, 전차, 자동차, 선박, 항공기 또는 광갱을 소훼한 자는 2년 이상의 유기징역에 처한다.
②자기 소유에 속하는 제1항의 물건을 소훼하여 공공의 위험을 발생하게 한 자는 7년 이하의 징역 또는 1천만원 이하의 벌금에 처한다. <개정 1995.12.29>

第166條(一般建造物 等에의 放火) ① 불을 놓아 前 2條에 記載한 以外의 建造物, 汽車, 電車, 自動車, 船舶, 航空機 또는 鑛坑을 燒毁한 者는 2年 以上의 有期懲役에 處한다.
②自己 所有에 屬하는 第1項의 物件을 燒毁하여 公共의 危險을 發生하게 한 者는 7年 以下의 懲役 또는 1千萬원 以下의 罰金에 處한다. <改正 1995.12.29.>

## 필요적 감면
제166조 제1항 타인소유일반건조물 등 방화죄의 실행에 이르기 전에(예비, 음모단계) 자수한 때에는 형을감경 또는 면제한다.

## 판례
- 형법 제166조가 규정하는 일반건조물방화죄의 객체인 ‘건조물’은 사람이 내부에 사실상 기거 취침에 사용할 수 있는 정도의 공작물을 의미하므로, 반드시 사람의 주거용이어야 하는 것은 아니다.[1]

## 같이 보기
- 현주건조물방화치사죄
- 현주건조물방화죄
- 방화죄
- 대한민국 형법 제166조

1. ↑  대법원2013. 12. 12.선고2013도3950판결